# Bavaria blu

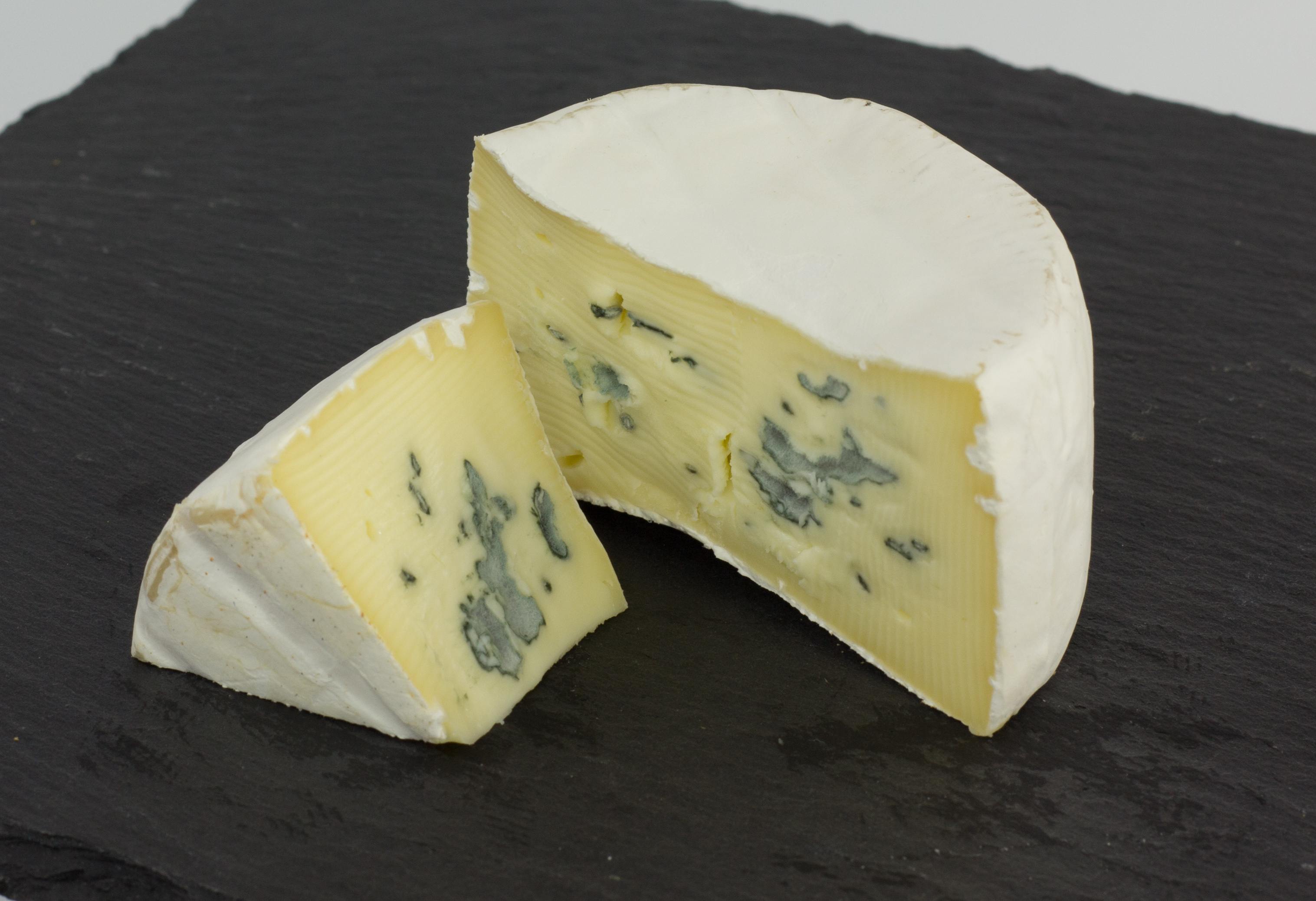
Bavaria blu

Bavaria blu es un queso azul alemán realizado con leche de vaca pasteurizada a la que se añade nata para ser un queso triple crema. La corteza es blanca, tipo camembert. La pasta es cremosa pálida, con puntos de moho azul. El sabor es suave. Se trata de un queso moderno, desarrollado por la factoría Bergader e introducida en el mercado en el año 1972. Se usa para tablas de queso, ensaladas, canapés o solo con pan.
- Datos: Q8245014